# ایوف ۵۲۲۲
سیارک ۵۲۲۲ (به انگلیسی: 5222 Ioffe، نامگذاری:1980TL13) پنج هزار و دویست و بیست و دومین سیارک کشف شده‌است که در ۱۱ اکتبر ۱۹۸۰ کشف شد.
قدر مطلق سیارک برابر ۱۱٫۰۰ است.